# Trinitatiskirche (Vachdorf)

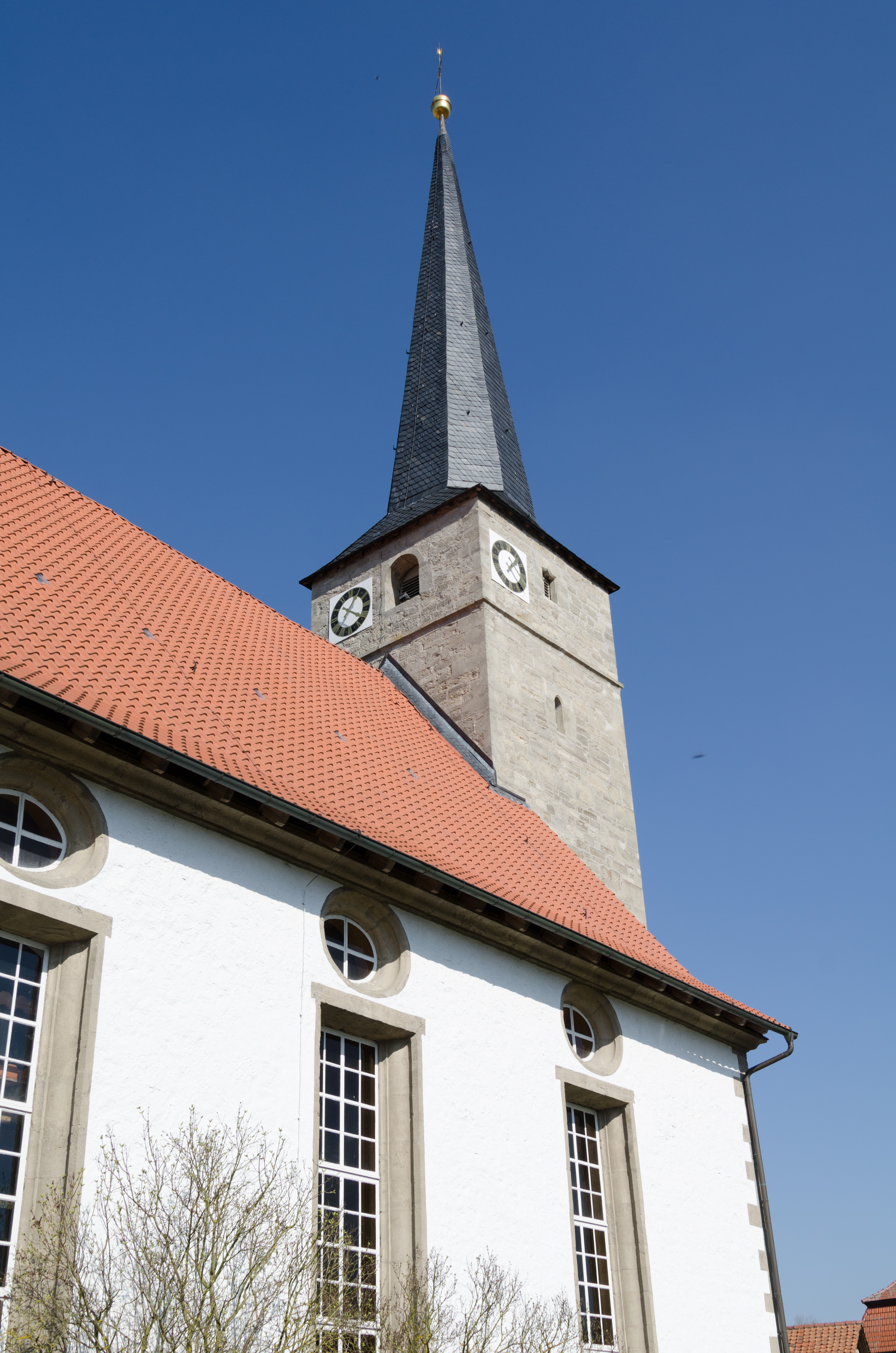
Trinitatiskirche

Die denkmalgeschützte evangelisch-lutherische Trinitatiskirche steht in Vachdorf, einer Gemeinde im Landkreis Schmalkalden-Meiningen von Thüringen. Die Kirchengemeinde Vachdorf gehört zum Pfarrbereich Obermaßfeld-Vachdorf im Kirchenkreis Meiningen der Evangelischen Kirche in Mitteldeutschland.

## Geschichte
Bereits 930 wird eine Holzkirche erwähnt, die dem Heiligen Ulrich geweiht war. Die heutige Kirche wurde 1631–1668 im Zuge der Reformation der Heiligen Dreifaltigkeit geweiht.

## Beschreibung
Die Saalkirche hat ein rechteckiges Kirchenschiff und einen Chorturm, der z. T. aus dem 10. Jahrhundert stammt. Der Chorturm hat einen achtseitigen schiefergedeckten spitzen Helm, der von einer Turmkugel gekrönt ist. Im Turm hängen drei Kirchenglocken.
Der Innenraum hat an der Nord- und Westwand, z. T. auch an der Südwand, doppelstöckige Emporen und ist mit einer Kassettendecke überspannt. Die Orgelempore steht im Osten. Die Orgel wurde um 1818 von Johann Caspar Holland aus Schmiedefeld gebaut. Zur Kirchenausstattung gehört ein Kanzelaltar, der um 1775 entstanden ist.